# Rinden-Keilspringer
Der Rinden-Keilspringer (Pseudeuophrys erratica, Syn.: Euophrys erratica, Pseudeuophrys callida) ist eine Spinnenart aus der Gattung (Pseudeuophrys) in der Familie der Springspinnen (Salticidae). Die Art ist in Mitteleuropa weit verbreitet, aber nicht häufig. Sie ist der vor allem in und an Häusern vorkommenden und viel häufigeren Wolligen Mauerspringspinne (Pseudeuophrys lanigera) sehr ähnlich.

## Merkmale
Der Rinden-Keilspringer zählt zu den kleineren Springspinnen. Männchen haben eine Körperlänge von 3–4 mm, Weibchen erreichen 4–5 mm. Die Art zeigt wie viele Springspinnen einen deutlichen Geschlechtsdimorphismus bezüglich Farbe und Zeichnung. Vorderkörper (Prosoma) und Hinterkörper (Opisthosoma) des Männchens sind auf der Oberseite auf schwarzem Grund weiß und braun behaart. Die Pedipalpen sind überwiegend schwarz, nur Femur und Patella sind weißlich behaart. Die ebenfalls überwiegend schwarzen Beine sind weißlich geringelt, die Tarsen sind braun und schwarz geringelt. 
Weibchen sind insgesamt heller braun, die Beine sind rotbraun und schwarz und weiß geringelt. Die Pedipalpen sind einfarbig weißlich behaart.

## Verbreitung und Lebensraum
Der Rinden-Keilspringer besiedelt große Teile der Paläarktis von Irland und Spanien bis Japan. Das Verbreitungsgebiet umfasst die gemäßigte bis subtropische Zone. Sie kommt in ganz Europa vor.
Die Art bewohnt in Mitteleuropa mäßig trockene bis trockene Laub- und Nadelwälder und lebt dort vor allem auf und unter der Rinde abgestorbener Bäume, seltener auch unter Steinen.

## Lebensweise
Geschlechtsreife Tiere treten im Frühjahr und Sommer auf, Weibchen auch bis zum Herbst.

## Gefährdung
Der Rinden-Keilspringer ist in Mitteleuropa weit verbreitet, wird aber nicht häufig gefunden. In Baden-Württemberg gilt die Art als sehr selten, eine Einstufung in eine Gefährdungskategorie ist aufgrund der schlechten Datenlage nicht möglich. In Brandenburg und Berlin gilt die Art als „mittelhäufig“ und ungefährdet, auch in Deutschland insgesamt wird die Art als ungefährdet eingestuft.